# Burdești, Argeș
Burdești este un sat în comuna Suseni din județul Argeș, Muntenia, România.
Localitatea are un nume derivat de la termenul „burduf”, „burdihan”, desemnând abdomen sub formă de sac. Satul a aparținut parohiei Cerșani, biserica s-a construit în anul 1932 - 1937, iar enoriașii sunt menționați în documentele parohiei Cerșanii de jos (eparhia Argeșului 1925).